# Carl Knetsch
Carl Knetsch (* 17. April 1874 in Kassel; † 27. Juli 1938 in Marburg) war ein deutscher Archivar und Historiker.

## Leben
Knetsch besuchte das Friedrichsgymnasium in seinem Heimatstadt und studierte ab 1893 Geschichte, Germanistik und Kunstgeschichte an der Philipps-Universität Marburg. Er wurde Mitglied und später Alter Herr der Turnerschaft Philippina Marburg. Seinen Militärdienst leistete er als Einjährig-Freiwilliger im 1. Kurhessischen Feldartillerie-Regiment Nr. 11 der Preußischen Armee ab und war später Leutnant der Landwehr beim 2. Kurhessischen Feldartillerie-Regiment Nr. 47. 1897 legte Knetsch die Staatsprüfung ab und promovierte im Jahr darauf mit der Dissertation Die Erwerbung der Herrschaft Schmalkalden durch Hessen zum Dr. phil.
1898 bestand er die Archivaspirantenprüfung, wurde 1900 Volontär am Preußischen Historischen Institut in Rom und war 1901 als Staatsarchivaspirant in Königsberg sowie 1901/02 in Danzig tätig. Nach einer zweijährigen Tätigkeit als Archivassistent in Wiesbaden wurde er 1905 zum Staatsarchiv Marburg versetzt. Hier stieg Knetsch 1908 zum Archivar und 1919 zum Archivrat auf. 1929 erfolgte seine Ernennung zum Direktor des Staatsarchivs. Sein Forschungsgebiet war die hessische Genealogie.
Knetsch war langjähriges Mitglied der Historischen Kommission für Hessen und Waldeck und des Hessischen Geschichtsvereins. 1929 wurde er zum Ehrenmitglied der Gesellschaft für Familienkunde in Kurhessen und Waldeck ernannt.
Aus seiner am 9. Mai 1903 in Kiel geschlossenen Ehe mit Edith Müller (1884–1934) gingen die Söhne Georg (1904–1997), Wilhelm (1906–1982) und Eberhard (* 1909) hervor.

## Schriften
Knetsch verfasste insgesamt 162 wissenschaftliche Veröffentlichungen, darunter:
- Goethes Ahnen. Leipzig 1908.
- Die Limburger Chronik des Johannes Mechtel. (= Veröffentlichungen der Historischen Kommission für Nassau. 6), Wiesbaden 1909.
- Des Hauses Hessen Ansprüche auf Brabant. Marburg 1915.
- Das Haus Brabant. Genealogie der Herzöge von Brabant und der Landgrafen von Hessen. 2 Bde., Darmstadt 1917–1931.
- Gustav Freiherr Schenk zu Schweinsberg 1842–1922. Marburg 1923.
- Elisabeth Charlotte von der Pfalz und ihre Beziehungen zu Hessen. Marburg 1925.